# Morti nel 2004/Gennaio
| Questa pagina contiene informazioni ricavate automaticamente dalle voci biografiche con l'ausilio del template Bio e di un bot. L'aggiornamento è periodico e automatico e ricostruisce completamente la pagina. Se manca una persona in questa lista, sei pregato di non aggiungerla, ma accertati piuttosto che la sua voce biografica contenga il template Bio e che i dati anagrafici siano correttamente compilati. Se il template Bio manca, inseriscilo tu stesso o, in alternativa, metti l'avviso {{tmp\|Bio}} che ne segnala la mancanza. Se i dati riportati sono sbagliati, correggi direttamente la voce biografica; le modifiche saranno visibili in questa lista entro pochi giorni. Per chiarimenti vedi il progetto biografie. La lista contiene solo le 127 persone che sono citate nell'enciclopedia e per le quali è stato implementato correttamente il template Bio. Pagina aggiornata al 2 giu 2025. |

- 1º gennaio - Denise Colomb, fotografa francese (n. 1902)
- 1º gennaio - Teresa Pla Meseguer, politica, guerrigliera e antifascista spagnola (n. 1917)
- 2 gennaio - Hernando Caro Mendoza, giornalista e critico musicale colombiano (n. 1927)
- 2 gennaio - Lynn Cartwright, attrice statunitense (n. 1927)
- 2 gennaio - Terry Huddle, calciatore inglese (n. 1911)
- 2 gennaio - Mihai Ivăncescu, calciatore rumeno (n. 1942)
- 2 gennaio - Leone Sanavia, liutaio italiano (n. 1907)
- 3 gennaio - Guido D'Anna, editore italiano (n. 1930)
- 3 gennaio - Pierre Flamion, allenatore di calcio e calciatore francese (n. 1924)
- 3 gennaio - Beatrice Winde, attrice statunitense (n. 1924)
- 4 gennaio - Joan Aiken, scrittrice britannica (n. 1924)
- 4 gennaio - Gianni Barilla, imprenditore italiano (n. 1917)
- 4 gennaio - Brian Gibson, regista e sceneggiatore britannico (n. 1944)
- 4 gennaio - Elisabeth Kaza, attrice ungherese (n. 1924)
- 4 gennaio - Refik Memišević, lottatore serbo (n. 1956)
- 4 gennaio - John Toland, storico statunitense (n. 1912)
- 5 gennaio - Pepe Carroll, illusionista e personaggio televisivo spagnolo (n. 1957)
- 5 gennaio - Charles Dumas, altista statunitense (n. 1937)
- 6 gennaio - John Evans, allenatore di calcio e calciatore inglese (n. 1929)
- 6 gennaio - Nicolas Mosar, politico e diplomatico lussemburghese (n. 1927)
- 6 gennaio - June Palmer, modella e attrice britannica (n. 1940)
- 6 gennaio - Francesco Scavullo, fotografo statunitense (n. 1921)
- 7 gennaio - Shalva Apkhazava, calciatore georgiano (n. 1980)
- 7 gennaio - Gian Costello, cantante italiano (n. 1934)
- 7 gennaio - Clemente Terni, compositore, organista e musicologo italiano (n. 1918)
- 7 gennaio - Ingrid Thulin, attrice svedese (n. 1926)
- 7 gennaio - Mario Zatelli, calciatore e allenatore di calcio francese (n. 1912)
- 8 gennaio - Delfín Benítez Cáceres, calciatore paraguaiano (n. 1910)
- 8 gennaio - Pier Luigi Ighina, pseudoscienziato italiano (n. 1908)
- 8 gennaio - Gábor Török, calciatore ungherese (n. 1936)
- 9 gennaio - Norberto Bobbio, filosofo, giurista e politologo italiano (n. 1909)
- 9 gennaio - Sante Carollo, ciclista su strada italiano (n. 1924)
- 9 gennaio - Yinka Dare, cestista nigeriano (n. 1972)
- 10 gennaio - Guido Maria Casullo, vescovo cattolico italiano (n. 1909)
- 10 gennaio - Spalding Gray, attore, sceneggiatore e commediografo statunitense (n. 1941)
- 10 gennaio - Alexandra Ripley, scrittrice statunitense (n. 1934)
- 10 gennaio - Dora del Hoyo, spagnola (n. 1914)
- 11 gennaio - Bernard Mayeur, cestista francese (n. 1938)
- 11 gennaio - Asrul Sani, scrittore, poeta e sceneggiatore indonesiano (n. 1926)
- 12 gennaio - Ol'ga Aleksandrovna Ladyženskaja, matematica sovietica (n. 1922)
- 12 gennaio - Randy VanWarmer, cantautore statunitense (n. 1955)
- 12 gennaio - Sergio Vergazzola, calciatore e allenatore di calcio italiano (n. 1924)
- 13 gennaio - Harold Shipman, serial killer britannico (n. 1946)
- 13 gennaio - Zeno Vendler, filosofo e linguista ungherese (n. 1921)
- 14 gennaio - Catherine Craig, attrice statunitense (n. 1915)
- 14 gennaio - Giovanni Ermiglia, attivista italiano (n. 1905)
- 14 gennaio - Uta Hagen, attrice tedesca (n. 1919)
- 14 gennaio - Joaquín Nin-Culmell, compositore, docente e pianista statunitense (n. 1908)
- 14 gennaio - Ron O'Neal, attore statunitense (n. 1937)
- 14 gennaio - Eric Sturgess, tennista sudafricano (n. 1920)
- 15 gennaio - Pelaheja Andriïvna Rajko, pittrice ucraina (n. 1928)
- 15 gennaio - André Barrais, cestista francese (n. 1920)
- 15 gennaio - Stojčo Vasilev Breskovski, paleontologo bulgaro (n. 1934)
- 15 gennaio - Delia Scala, attrice e ballerina italiana (n. 1929)
- 15 gennaio - Attila Timár-Geng, cestista ungherese (n. 1924)
- 16 gennaio - Mario Autelli, calciatore italiano (n. 1905)
- 16 gennaio - Walter Crociani, allenatore di calcio e dirigente sportivo italiano (n. 1910)
- 16 gennaio - Kalevi Sorsa, politico finlandese (n. 1930)
- 17 gennaio - Sergej Lopatin, sollevatore sovietico (n. 1939)
- 17 gennaio - Czesław Niemen, compositore e cantautore polacco (n. 1939)
- 17 gennaio - Ray Stark, produttore cinematografico statunitense (n. 1915)
- 17 gennaio - Noble Willingham, attore statunitense (n. 1931)
- 18 gennaio - Vittorino Calloni, calciatore e allenatore di calcio italiano (n. 1938)
- 18 gennaio - Hook Dillon, cestista statunitense (n. 1924)
- 18 gennaio - Ján Droják, calciatore slovacco (n. 1922)
- 18 gennaio - Rudolf Reutlinger, avvocato e politico svizzero (n. 1921)
- 19 gennaio - Giacomo Cosmano, calciatore italiano (n. 1929)
- 19 gennaio - Edwin Knox, pallanuotista statunitense (n. 1914)
- 19 gennaio - Miroslav Pavlović, calciatore jugoslavo (n. 1942)
- 19 gennaio - Ada Valeria Ruhl Bonazzola, politica e partigiana italiana (n. 1921)
- 20 gennaio - Alan Brown, pilota automobilistico britannico (n. 1919)
- 20 gennaio - Massimo Gorla, politico italiano (n. 1933)
- 20 gennaio - Gerdago, costumista austriaca (n. 1906)
- 20 gennaio - Olivier Guichard, politico francese (n. 1920)
- 20 gennaio - Paolo Rosi, pugile italiano (n. 1928)
- 21 gennaio - Dinu Adameșteanu, archeologo rumeno (n. 1913)
- 21 gennaio - Luis Cuenca, attore spagnolo (n. 1921)
- 21 gennaio - Jordan Radičkov, scrittore bulgaro (n. 1929)
- 21 gennaio - Juan Zambudio Velasco, calciatore e allenatore di calcio spagnolo (n. 1924)
- 21 gennaio - Bill Yancey, contrabbassista statunitense (n. 1933)
- 22 gennaio - Ticky Holgado, attore, cantante e musicista francese (n. 1944)
- 22 gennaio - Billy May, compositore, musicista e trombettista statunitense (n. 1916)
- 22 gennaio - Ann Miller, attrice, ballerina e cantante statunitense (n. 1923)
- 22 gennaio - Leonardo Re Cecconi, disc jockey e conduttore radiofonico italiano (n. 1954)
- 23 gennaio - Zdzisław Ambroziak, pallavolista e giornalista polacco (n. 1944)
- 23 gennaio - Kenneth Denbigh, chimico britannico (n. 1911)
- 23 gennaio - Helga Heinke, politica tedesca (n. 1913)
- 23 gennaio - Vasilij Nikitič Mitrochin, militare e agente segreto sovietico (n. 1922)
- 23 gennaio - Helmut Newton, fotografo tedesco (n. 1920)
- 23 gennaio - Lennart Strand, mezzofondista svedese (n. 1921)
- 23 gennaio - Bianca Toccafondi, attrice italiana (n. 1922)
- 24 gennaio - Abd al-Rahman Munif, scrittore giordano (n. 1933)
- 24 gennaio - Alberto Bienvenú, cestista messicano (n. 1916)
- 24 gennaio - Reva Brooks, fotografa canadese (n. 1913)
- 24 gennaio - Leônidas, calciatore e allenatore di calcio brasiliano (n. 1913)
- 24 gennaio - Ahmed Mihoubi, calciatore francese (n. 1924)
- 24 gennaio - Paulette Neyraud, cestista francese (n. 1928)
- 24 gennaio - Guinn Smith, astista statunitense (n. 1920)
- 24 gennaio - Jack Tunney, imprenditore canadese (n. 1935)
- 25 gennaio - Fanny Blankers-Koen, velocista, ostacolista e altista olandese (n. 1918)
- 25 gennaio - Vincenzo Buonassisi, gastronomo, critico musicale e critico televisivo italiano (n. 1918)
- 25 gennaio - Miklós Fehér, calciatore ungherese (n. 1979)
- 25 gennaio - Zurab Sak'andelidze, cestista e allenatore di pallacanestro sovietico (n. 1945)
- 26 gennaio - Stanley Nantais, cestista e allenatore di pallacanestro canadese (n. 1913)
- 27 gennaio - Rikki Fulton, attore scozzese (n. 1924)
- 27 gennaio - Giorgio Gagliani, economista italiano (n. 1943)
- 27 gennaio - Salvador Laurel, politico filippino (n. 1928)
- 27 gennaio - Ignazio Milillo, generale italiano (n. 1914)
- 27 gennaio - Jack Paar, conduttore televisivo, comico e attore statunitense (n. 1918)
- 28 gennaio - Alex Eke, cestista britannico (n. 1912)
- 28 gennaio - Elroy Hirsch, giocatore di football americano statunitense (n. 1923)
- 28 gennaio - André Van Lysebeth, belga (n. 1919)
- 28 gennaio - Attilio Mangini, pittore e ceramista italiano (n. 1912)
- 28 gennaio - Esther Réthy, soprano ungherese (n. 1912)
- 28 gennaio - Joe Viterelli, attore statunitense (n. 1937)
- 29 gennaio - Giuliano Baioni, critico letterario e germanista italiano (n. 1926)
- 29 gennaio - Leonor Basseres, scrittrice, sceneggiatrice e insegnante brasiliana (n. 1926)
- 29 gennaio - Janet Frame, scrittrice neozelandese (n. 1924)
- 29 gennaio - Mary Margaret Kaye, scrittrice inglese (n. 1908)
- 29 gennaio - Stojan Puc, scacchista sloveno (n. 1921)
- 30 gennaio - Luigi Carpi, pittore e scenografo italiano (n. 1915)
- 30 gennaio - Bruno Cesari, scenografo italiano (n. 1933)
- 30 gennaio - Alberto Clarizia, politico italiano
- 30 gennaio - Massimo Costa, regista italiano (n. 1951)
- 30 gennaio - Salvator Angelo Spano, politico, giornalista e scrittore italiano (n. 1925)
- 31 gennaio - Eleanor Holm, nuotatrice e attrice statunitense (n. 1913)
- 31 gennaio - Silverio Pisu, cantautore, attore e scrittore italiano (n. 1937)